# ستيفن س. ريتش
ستيفن س. ريتش (بالإنجليزية: Stephen C. Reich) هو لاعب كرة قاعدة أمريكي، ولد في 22 مايو 1971 في أوهايو في الولايات المتحدة، وتوفي في 28 يونيو 2005 في ولاية كنر في أفغانستان.